# Crossbreed
Crossbreed — индастриал-метал группа, образованная в 1996 году. Группа подписала контракт с лейблом Artemis Records, но покинула лейбл в 2003 году. Группа на данный момент записала 2 EP, 2 демоальбома и 3 студийных альбома.

## История
Группа образовалась в 1996 году Джеймсом Ритзом, Крисом Нимзеком, Чарли Паркером и Тревисом Симпкинсом. Год позже к ним присоединился клавишник Джейсон Труф, который покинул группу в 1998 году. Его заменил Фил «Flip» Маркьюардт. Группа спродюсировала дебютный альбом «.01», который выпущен в 1998 году тиражом 1000 копий.
В 1999 году присоединился диджей/2-й клавишник Дэн «DJ» Иззо. Это были времена, когда Дэн развивал шоу группы на сцене, используя чёрный свет и светящиеся краски. Группа распалась в 2010.

## Участники

### До 2010 года
- Джеймс Ритз — вокал (1996—2010)
- Крис Нимзек — гитара (1996—2010)
- Кори Флойд — бас-гитара (2004—2010)
- Кем Сексдиин — клавишные (2006, 2007—2010)
- Ян Хол — клавишные (2005—2010)
- Джей Дизель — ударные (2008—2010)

### Бывшие участники
- Крис Паркер — бас-гитара (1996—2002)
- Тревис Симпкинс — ударные (1996—2004)
- Дэн «DJ» Иззо — электроника, DJ, клавиши (1999—2005)
- Фил «Flip» Маркьюардт — клавишные (1998—2004)
- Бишоп — бас-гитара (2002—2004)
- Майк Кейс — ударные (2007—2008)
- Крис Моррис — ударные (2004—2006)
- Дэн Фокс — ударные (2006—2007)
- Энджел Бартолотта — ударные (2006)
- Джейсон Пруф — клавишные — (1998, 2004 (live))
- Тревис Инскип — клавишные, программирование (2004—2006)

## Дискография
- 2Twenty2 (EP) — 1998
- .01 (альбом) — 1998
- 3-Track (Baby Doll) (демо) — 1999
- 5-Track (Blue Guy) (демо) — 2000
- Synthetic Division (альбом) — 2001
- New Slave Nation (EP) — 2005
- KE 101 (альбом) — 2009

## Сайты
- Официальный сайт Crossbreed
- Официальная группа Crossbreed в MySpace